# Pyrrhura perlata
Pyrrhura perlata là một loài chim trong họ Psittacidae.

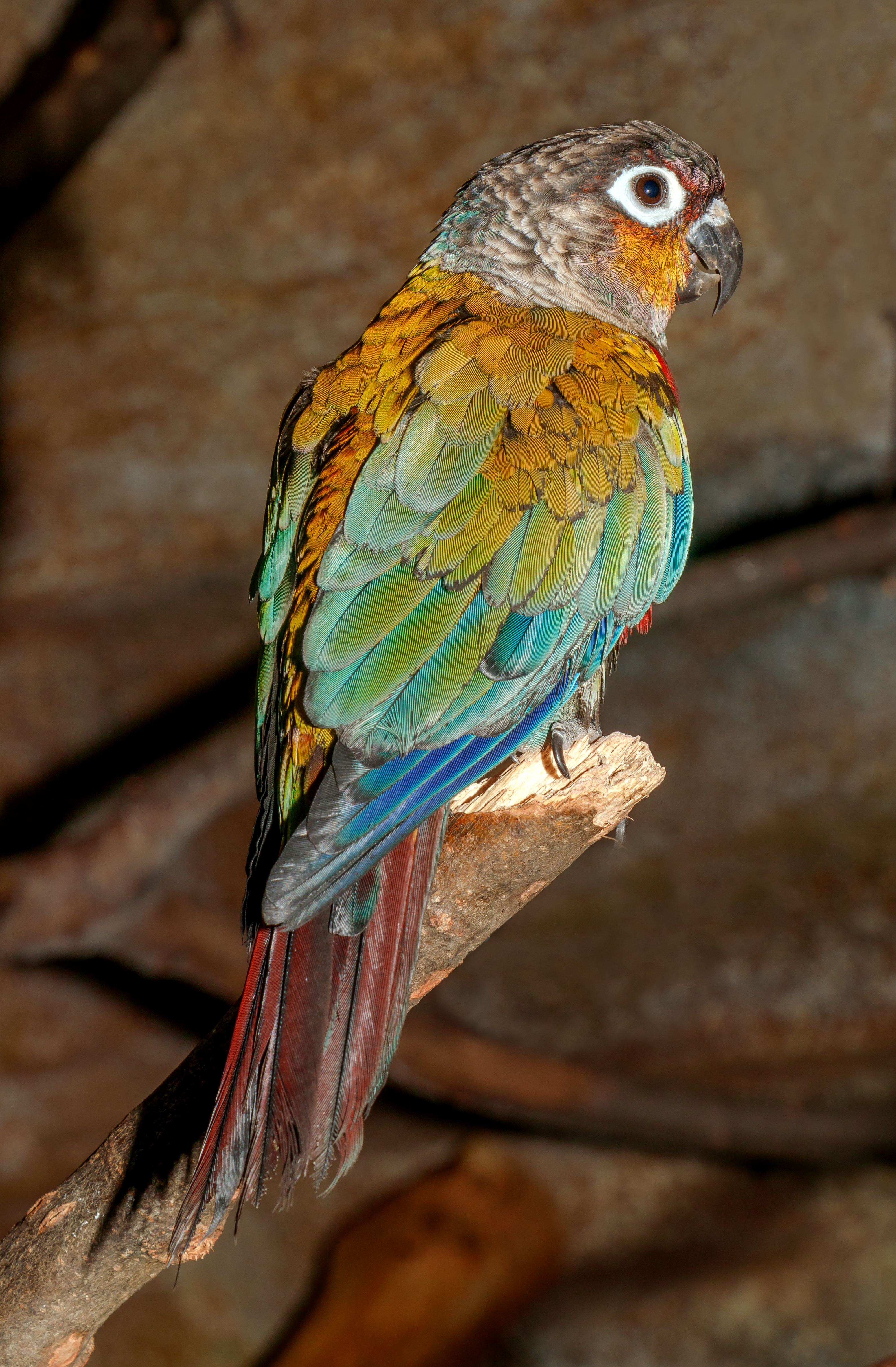
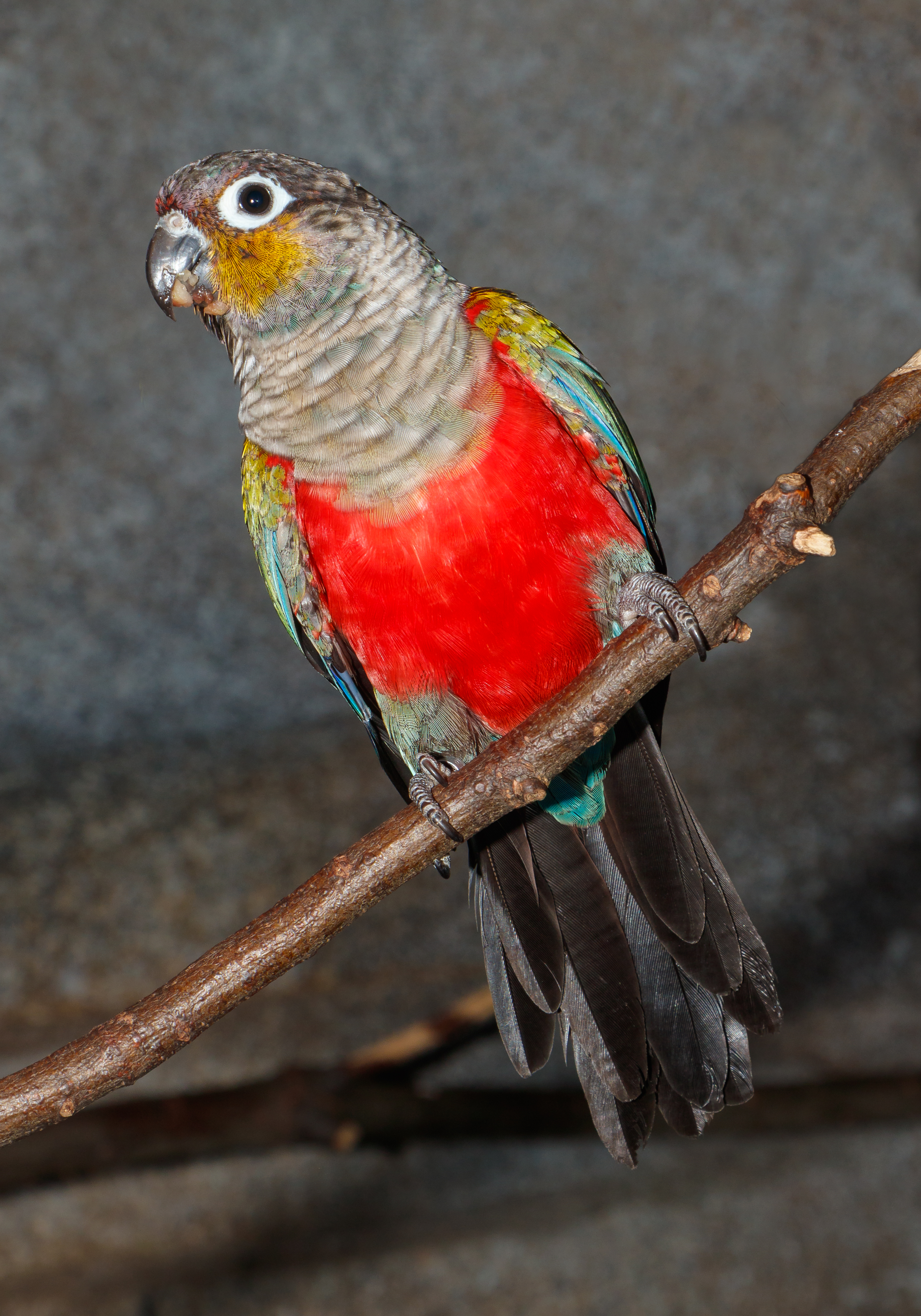